# Holzminden (district)
Districtul Holzminden este un district rural (în germană: Landkreis) din landul Saxonia Inferioară, Germania. 